# Dragão japonês
O dragão japonês (日本の竜, nihon-no-ryū) ou ryu (竜, ryū) é uma criatura lendária de atributos físicos similares aos dos dragões chineses e coreanos. O ryū provém da China e é uma das quatro bestas divinas da mitologia japonesa. Frequentemente são emblemas de imperadores ou heróis, mas sobretudo representam a sabedoria, ao contrário dos dragões chineses, mais conhecido como "Lung".
Sua aparência não é muito diferente da dos dragões chineses: têm corpo de serpente, cabeça de crocodilo, escamas de lagarto, chifres de cervo, olhos de gato, nariz de salamandra, garras de águia, patas de lagarto, juba de leão e bigodes de bagre.
Alguns dizem que as histórias sobre dragões podem proceder de avistamentos de enormes peixes que cresceram de forma desproporcionada.
Poucas vezes se menciona répteis lendários na mitologia japonesa. Um dos mais famosos é  Yamata no Orochi, um terrível monstro de oito cabeças e oito caudas que foi assassinado por Susanoo, quem após isto encontrou a espada sagrada Kusanagi em sua quarta linha. Outro dragão importante é o Deus-imperador do mar, Ryūjin.

## Comparação com outros dragões
Há poucas diferenças entre os dragões da mitologia japonesa e os de outras mitologias orientais. Um ponto importante é que, ao contrário dos dragões coreanos e chineses, os dragões japoneses têm três garras em seus pés ao invés de quatro, como os coreanos e cinco, como os chineses. Os dragões da mitologia japonesa não voam com tanta frequência como os das mitologias ocidentais, e são apresentados como criaturas muitas vezes benevolentes, que inclusive em algumas ocasiões concedem desejos. No geral, os dragões japoneses, como os dragões chineses e coreanos, não têm asas.